# Classe Military
La classe Military est une classe de grand chalutiers militaires  construite au Royaume-Uni pendant la Seconde Guerre mondiale pour la Royal Navy.

## Histoire
Les navires ont été conçus pour être utilisés comme dragueur de mines et navire lutte anti-sous-marine. Ils ont été dessinés d'après le plan du chalutier Lady Madeleine du chantier naval Cook, Welton & Gemmell de Berverley. 
Les chalutiers de classe Military étaient les plus grands chalutiers construits pour la Royal Navy. Ils étaient comparables avec la Classe Flower de corvettes.

## Les unités
- HMS Bombardier (T 304)
- HMS Coldstreamer (T 337)
- HMS Fusilier (T 305)
- HMS Grenadier (T 334)
- HMS Guardsman (T 393)
- HMS Home Guard (T 394)
- HMS Lancer (T 335)
- HMS Royal Marine (T 395)
- HMS Sapper (T 336)